# إيمانويل سيمبروني
إيمانويل سيمبروني (بالإيطالية: Emanuele Sembroni)‏ (27 يناير 1988 بروما في إيطاليا - ) هو لاعب كرة قدم إيطالي في مركز الدفاع. لعب مع نادي بيسكارا ونادي كياسو ويو أس بركوليتزه 1932 ونادي أبريليا راسينغ كلوب ‏.

## روابط خارجية
- إيمانويل سيمبروني على موقع قاعدة بيانات كرة القدم.إي يو (الإنجليزية)
- إيمانويل سيمبروني على موقع Soccerway.com (الإنجليزية)